# Aunou-sur-Orne
Aunou-sur-Orne là một xã của tỉnh Orne, thuộc vùng hành chính Normandie miền tây bắc nước Pháp.